# Zied Bhairi
Zied Bhairi (Tunisi, 5 febbraio 1981) è un ex calciatore tunisino, di ruolo difensore.

## Carriera

### Nazionale
Nel 2004 ha partecipato, insieme alla selezione tunisina, ai Giochi della XXVIII Olimpiade ad Atene.

## Palmarès

### Club

#### Competizioni nazionali
- Campionato tunisino: 4

Espérance: 2000-2001, 2001-2002, 2002-2003, 2003-2004
- Coppa di Tunisia: 2

Espérance: 2006-2007, 2007-2008